# Palais des Congrès Ernest N. Morial
Le New Orleans Morial Convention Center (anciennement dénommé Ernest N. Morial Convention Center) est un Palais des congrès à La Nouvelle-Orléans, États-Unis.  La partie basse du Bâtiment 1 est située 500 m en amont de Canal Street sur les berges du Mississippi. 
Il est dénommé d'après l'ancien Maire de La Nouvelle-Orléans Ernest N. Morial. Vers l'année 2006, il y avait 0,102 km² d'espace d'exposition, couvrant presque 11 blocks, et plus de 0,280 km² d'espace total. La façade du bâtiment principal fait 1 kilomètre de long.